# Virginia Mayo
Virginia Mayo (* 30. November 1920 in St. Louis, Missouri; † 17. Januar 2005 in Thousand Oaks, Los Angeles, Kalifornien; eigentlich Virginia Clara Jones) war eine US-amerikanische Filmschauspielerin.

## Leben
Virginia Mayo machte eine Ausbildung zur Tänzerin und arbeitete einige Zeit als Revuegirl in New York, ehe sie zu Beginn der 1940er Jahre nach einem Auftritt neben Eddie Cantor einen Vertrag mit Samuel Goldwyn unterzeichnete. Sie trat in der Folgezeit neben Komödianten wie Bob Hope und Danny Kaye auf. Mayo war bekannt für ihre Schönheit und der Sultan von Marokko soll sie deshalb auch als „greifbaren Beweis für die kreative Kraft eines allmächtigen Schöpfers“ bezeichnet haben.
Nach einem Wechsel zu Warner Brothers zeigte sie 1949 in Sprung in den Tod als moralisch verkommene Freundin von James Cagneys Gangsterboss ein bis dahin unbekanntes dramatisches Talent. In der Folgezeit war sie in etlichen Technicolor-Abenteuerfilmen sowie Western des Studios zu sehen. In der weiblichen Hauptrolle agierte sie neben Stars wie Gregory Peck, Paul Newman, Burt Lancaster, Kirk Douglas, Ronald Reagan sowie Alan Ladd in The Iron Mistress, mit Ladd als James Bowie und Mayo in der Rolle einer Femme fatale.
Ihre Karriere verebbte ab Mitte der 1950er Jahre in B-Filmen, und sie trat in der Folgezeit vermehrt im Fernsehen auf. Noch in den 1980ern hatte sie Gastauftritte in Serien wie Love Boat und Remington Steele. Ihre letzte Filmrolle hatte sie im Jahr 1997 in dem weniger beachteten Kinofilm The Man Next Door. Neben der Schauspielerei beschäftigte sie sich Zeit ihres Lebens mit der Malerei. Ihr zu Ehren gibt es einen Stern auf dem Hollywood Walk of Fame.
Mayo starb am 17. Januar 2005 im Alter von 84 Jahren an Lungenentzündung und Komplikationen der kongestiven Herzinsuffizienz in einem Pflegeheim in Los Angeles. Sie war von 1947 bis zu dessen Tod mit dem US-amerikanischen Schauspieler Michael O’Shea (1906–1973) verheiratet. Aus dieser Ehe entstammt eine Tochter (* 1953). Mayo wurde neben ihrem Ehemann im Pierce Brothers Valley Oaks Memorial Park im Los Angeles County beigesetzt.

## Filmografie (Auswahl)
- 1943: Jack London
- 1943: Tales of a Drunken
- 1944: Up in Arms
- 1944: Das Korsarenschiff (The Princess and the Pirate)
- 1945: Der Wundermann (Wonder Man)
- 1946: Der Held des Tages (The Kid from Brooklyn)
- 1946: Die besten Jahre unseres Lebens (The Best Years of Our Lives)
- 1947: Das Doppelleben des Herrn Mitty (The Secret Life of Walter Mitty)
- 1948: Die tollkühne Rettung der Gangsterbraut Honey Swanson (A Song Is Born)
- 1948: Smart Girls Don’t Talk
- 1949: Blondes Gift (Flaxy Martin)
- 1949: Vogelfrei (Colorado Territory)
- 1949: Sprung in den Tod (White Heat)
- 1949: Tritt ab, wenn sie lachen (Always Leave Them Laughing)
- 1949: Rotes Licht (Red Light)
- 1949: Venus am Strand (The Girl from Jones Beach)
- 1950: Gesetzlos (Backfire)
- 1950: Der Rebell (The Flame and the Arrow)
- 1950: The West Point Story
- 1951: Des Königs Admiral (Captain Horatio Hornblower R.N.)
- 1951: Painting the Clouds with Sunshine
- 1951: Den Hals in der Schlinge (Along the Great Divide)
- 1952: She’s Working Her Way Through College
- 1952: Im Banne des Teufels (The Iron Mistress)
- 1953: Zurück am Broadway (She’s Back on Broadway)
- 1953: Hölle der Gefangenen (Devil’s Canyon)
- 1954: Der Talisman (King Richard and the Crusaders)
- 1954: Der silberne Kelch (The Silver Chalice)
- 1955: Piratenbraut (Pearl of the South Pacific)
- 1956: Skrupellos (Great Day in the Morning)
- 1956: Die Furchtlosen (The Proud Ones)
- 1956: Blutroter Kongo (Congo Crossing)
- 1957: Herrscher über weites Land (The Big Land)
- 1957: The Story of Mankind
- 1957: Der Große Fremde (The Tall Stranger)
- 1958: Im Höllentempo nach Fort Dobbs (Fort Dobbs)
- 1966: Castle of Evil
- 1976: Won Ton Ton – der Hund, der Hollywood rettete (Won Ton Ton, the Dog Who Saved Hollywood)
- 1977: French Quarter
- 1979: Haus der lebenden Toten (The Haunted)
- 1997: The Man Next Door